# NGC 4877
NGC 4877 este o galaxie spirală situată în constelația Fecioara. A fost descoperită în 8 februarie 1785 de către William Herschel. Se află la o distanță de 71,73 de megaparseci de Pământ.